# Dealu Frumos (gmina Vadu Moților)
Dealu Frumos – wieś w Rumunii, w okręgu Alba, w gminie Vadu Moților. W 2011 roku liczyła 231 mieszkańców.